# FN

F.N. (Еф Ен) — з 1889 року бельгійський виробник вогнепальної зброї, велосипедів, автомобілів, мотоциклів та тролейбусів. Штаб-квартира розташована в Ерсталі. 1896 року компанію купує фірма Ludwig Loewe & Co. 1935 року компанія припинила виробництво легкових автомобілів.

## Заснування компанії
У липні 1889 року в місті Ерсталь було засновано фірму Fabrique Nationale d'Armes de Guerre («Національна фабрика військового озброєння»). Фабрика стала виробляти гвинтівки системи братів Маузерів. 1896 року фірму купує німецька компанія «Ludwig Loewe & Co», яка вирішує розширити сферу інтересів фірми і поступається загальному велосипедного буму, почавши виробляти велосипеди. 1898 року на фабриці будують моторизований квадроцикл. Однак керівництво зметикувало, що квадроцикли — це не серйозно, що для проникнення на автомобільний ринок треба щось серйозніше. Для цього наймають італійського інженера на прізвище Космос.

## Початок виробництва автомобілів

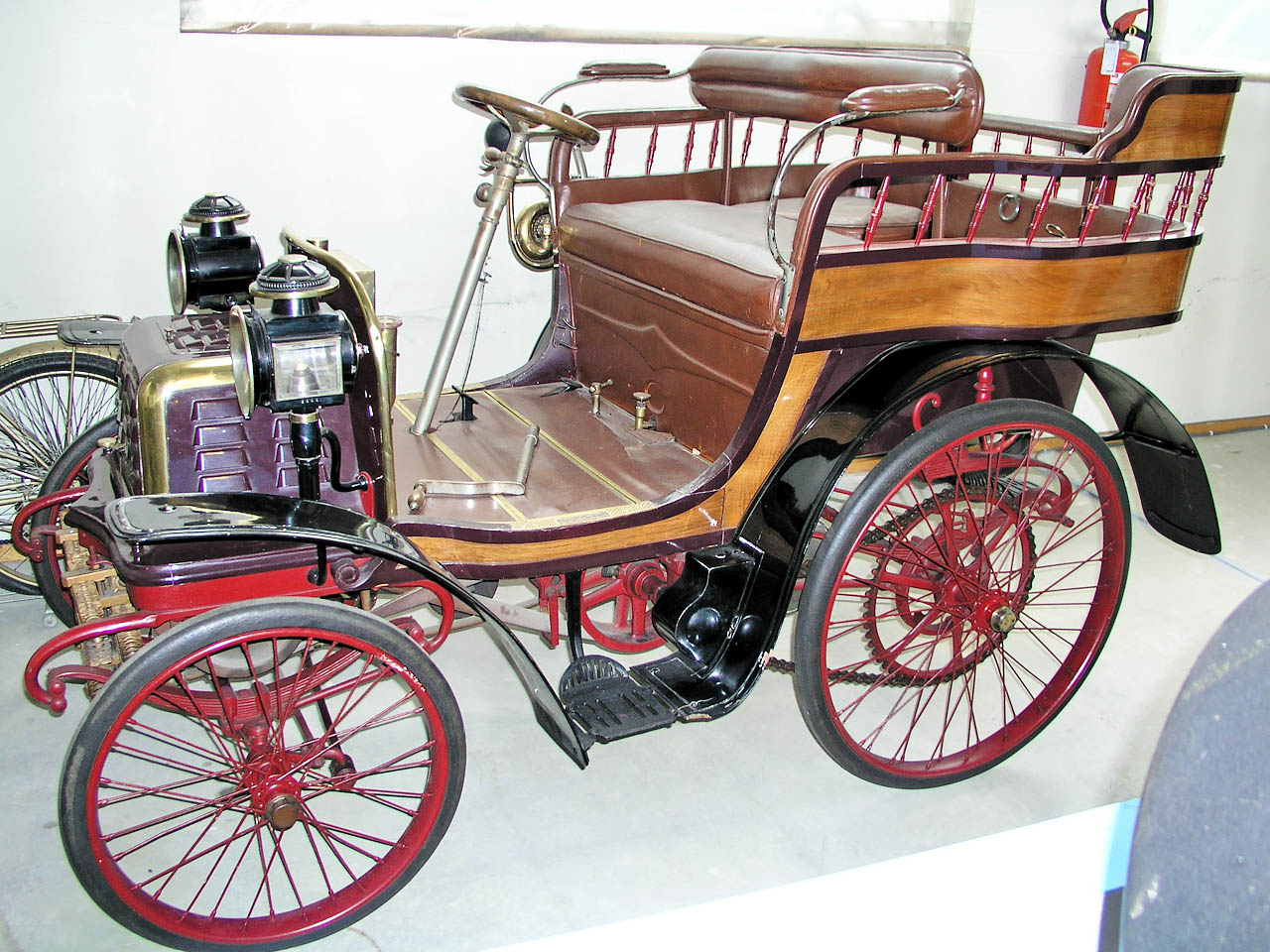
F.N. Typ A 3.5CV Victoria

У 1899 році Космос будує 4-колісний 2-циліндровий автомобіль, який має мотор об'ємом 800 кубів і потужністю 2.5 к.с. Цей автомобіль мав 2-швидкісну коробку передач.
У 1900 році мотор був форсований до 3.5 к.с., загалом було побудовано близько 100 автомобілів цієї серії, а ще через рік з'являється модель В з 1 л мотором потужністю 4.5 к.с. До речі, одночасно з автомобілями фірма стала експериментувати і з мотоциклами, в 1901 році серійно почавши їх випускати, а з 1903 року вперше у світі стали виробляти мотоцикли з карданом, а ще через 2 роки знову вперше у світі випустивши 4-циліндровий мотоцикл.
Продавши за 1901 рік 280 автомобілів, було вирішено побудувати гібрид, який мав би силовий агрегат з бензиновим мотором, генератором і тяговими електродвигунами. Машина розвивала 100 сил, проте в перегонах Париж-Берлін показала себе не з найкращого боку, тому фірма взагалі відмовилася від виробництва автомобілів власної конструкції.
Фірма стала випускати автомобілі De Dion Populaire: продавши 10 машин, їх виробництво припинили. Після чого з фірми йде головний конструктор — Космос.
Проте вже в 1905 році керівництво вирішує відновити виробництво автомобілів під власною маркою FN. Однак фабрика йде не по шляху створення власної конструкції, а покупки вже готових моделей, у зв'язку з чим підписується ліцензійна угода з фірмою La Locomotrice, яка має ліцензію на виробництво автомобілів марки Rochet-Schneider, також цією ліцензією скористалася фірма Nagant.

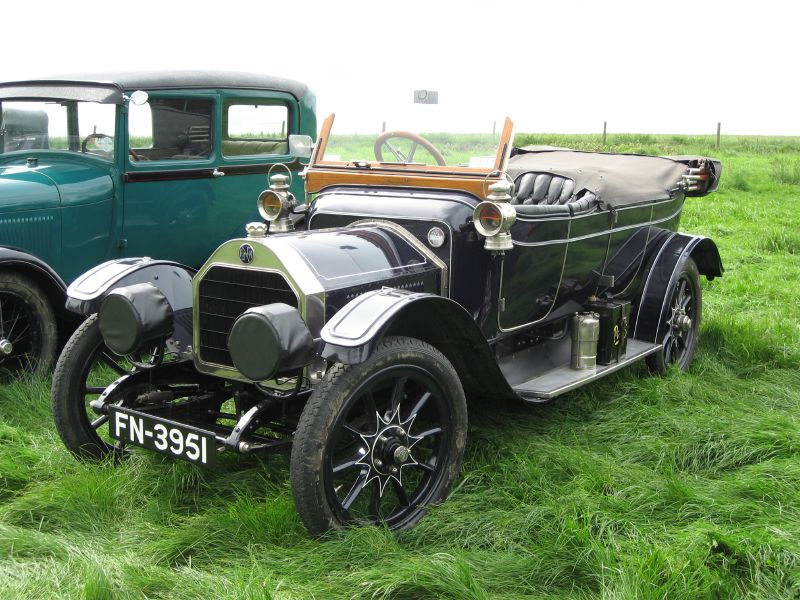
F.N. 6900 30/40CV Phaeton

Виробничу програму склала велика модель 6900 30/40CV з моноблоковим мотором і карданним приводом, покупцями такої машини стануть шах Ірану (Персії), кронпринц Німеччини та король Сербії.

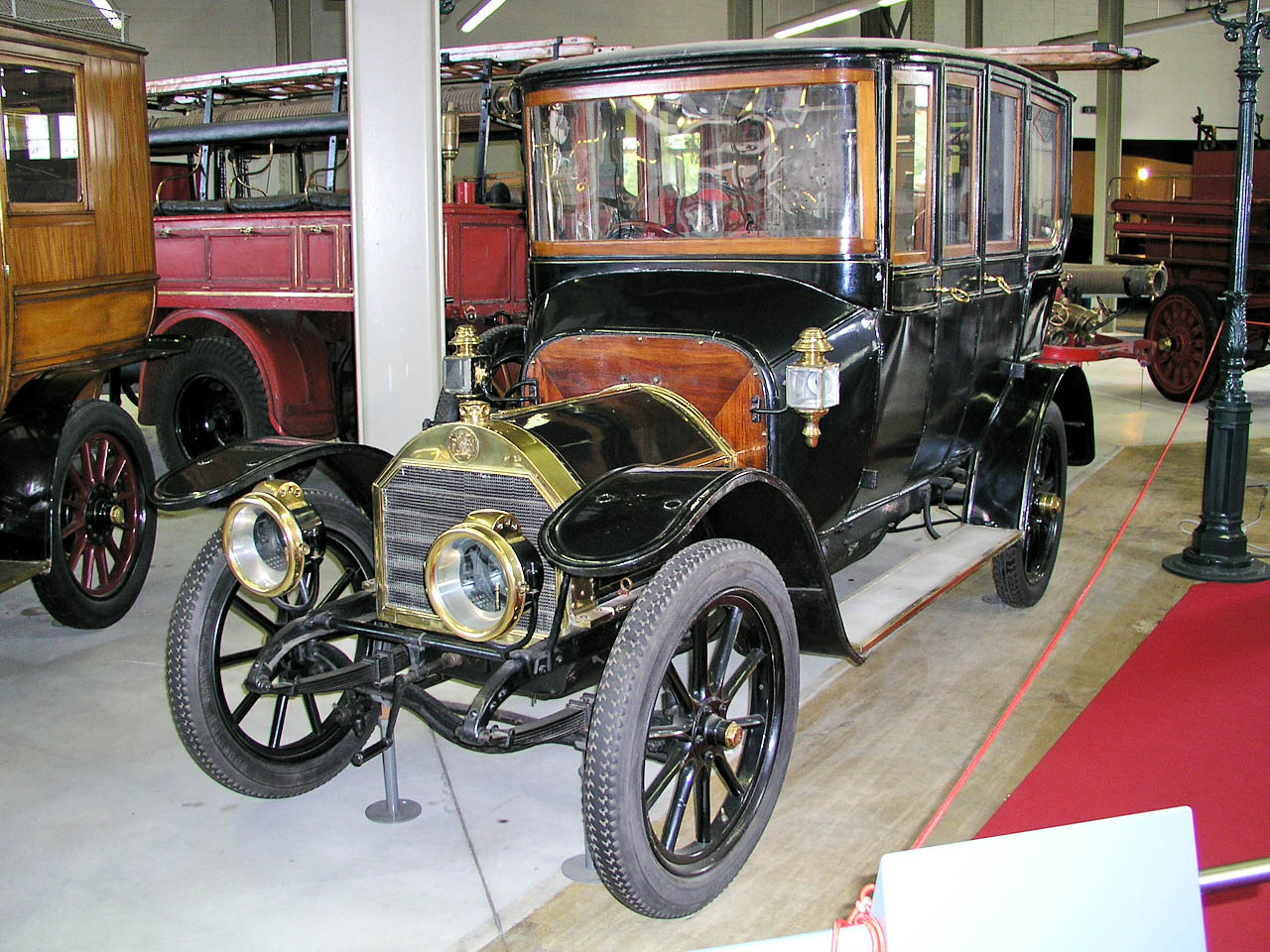
F.N. 2000 14/18CV Berline

Також була 4-циліндрова 2-літрова модель 2000 14/18CV.
У 1908 році з'явилися моделі 1400 8/10CV, 1500 і 1560.

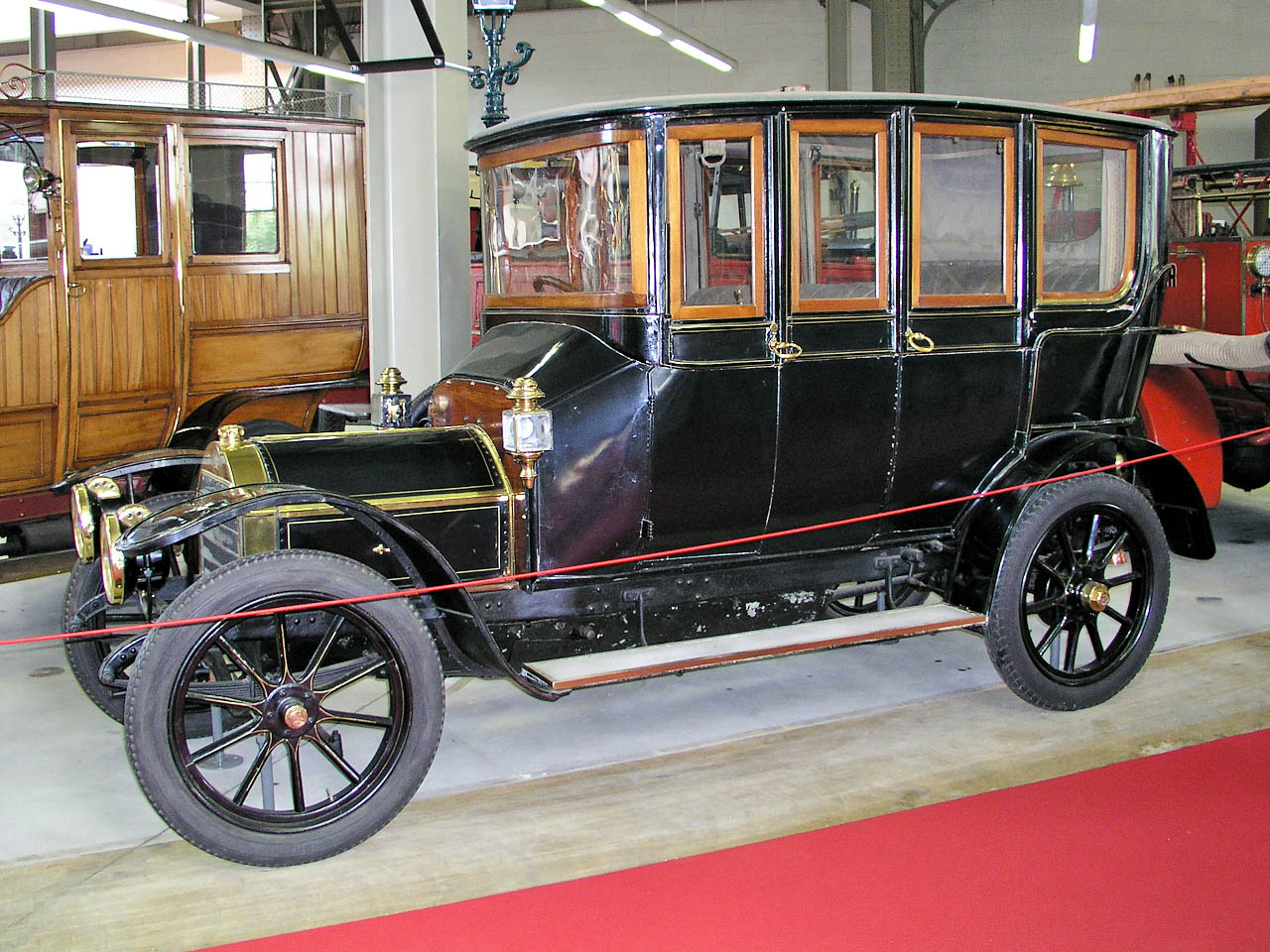
F.N. 2000 14/18CV Berline

Але вже в 1909 році фірма нарешті стала виробляти автомобілі власної конструкції. З'являються моделі 1950 та 2700 16/24CV, перші цифри в позначенні позначали об'єм мотора.
Через 2 роки з'явилася модель 2400, її характерною рисою був моноблок мотора і коробки передач. 1912 року фірма будує новий завод, стаючи одним з найбільших виробників автомобілів у Бельгії, через рік виходить у світ модель 1250 8/12CV.

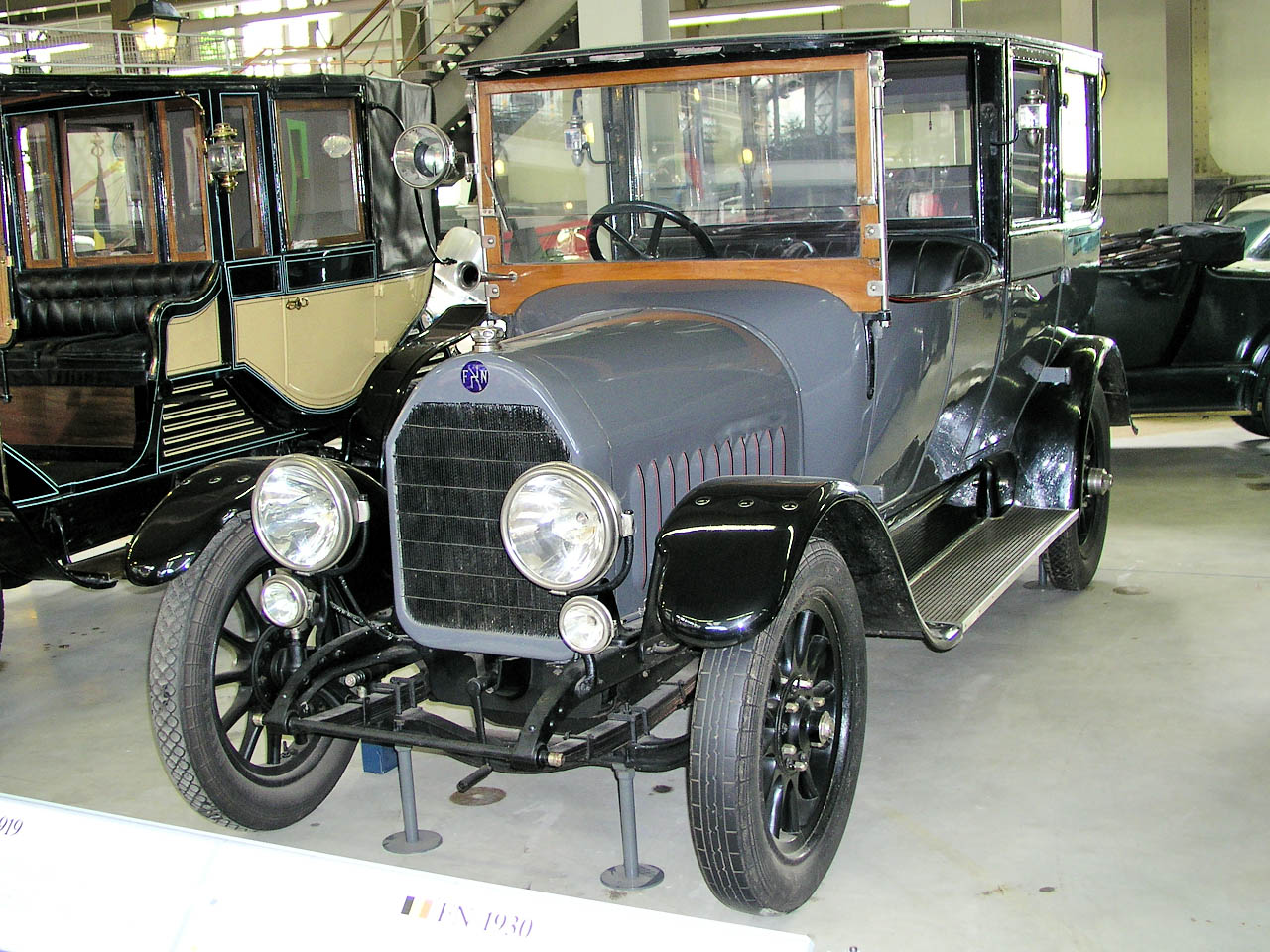
F.N. 2700А 8/12CV Cabrio

Цей модельний ряд протримався до Першої світової, під час війни німці захопили завод, і виробництво автомобілів та мотоциклів зупинилося. Після війни фірма виходить зі складу німецької фірми за допомогою фінансування з боку бельгійських банків, виробництво відновилося, але це були довоєнні конструкції, проте, щоб скласти конкуренцію іншим маркам, машини були оновлені, оскільки, наприклад модель 2700, яка стала називатися 2700А, отримала електричний стартер та електричні фари, радіатор став фарбуватися в колір кузова. Ця мода, до речі, прийшла зі США.
Крім цього, продовжилося виробництво моделей 1250 і 2150, їх виробництво відновилося в 1920 році, разом з ними була показана новинка — модель 3800.

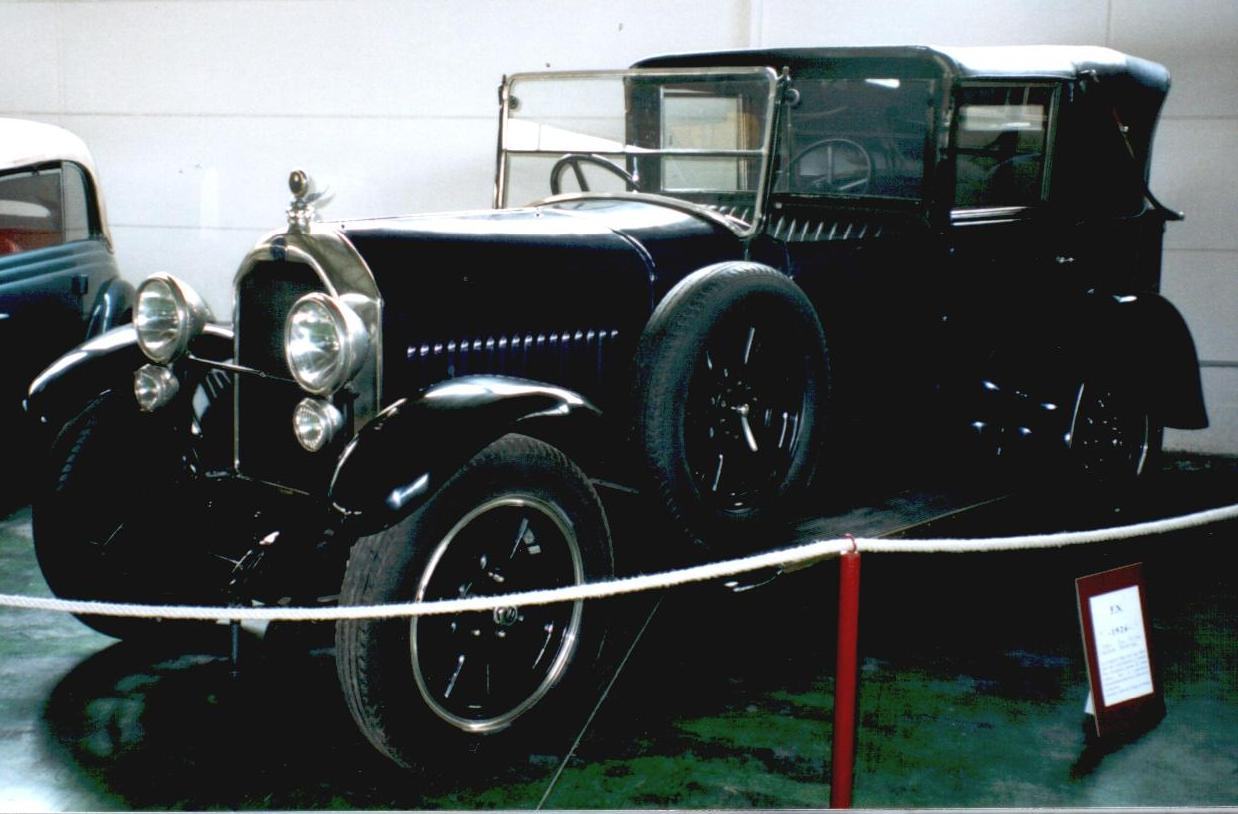
F.N. 2200 G Coupe De Ville

У 1922 році з'являється модель 2200, причому вона стала першою машиною марки з лівим розташуванням керма.
Через рік з'являється модель 1300, ця малолітражна машина отримала гальма всіх коліс, що було в той час скоріше винятком із правил, ніж повсякденною річчю.

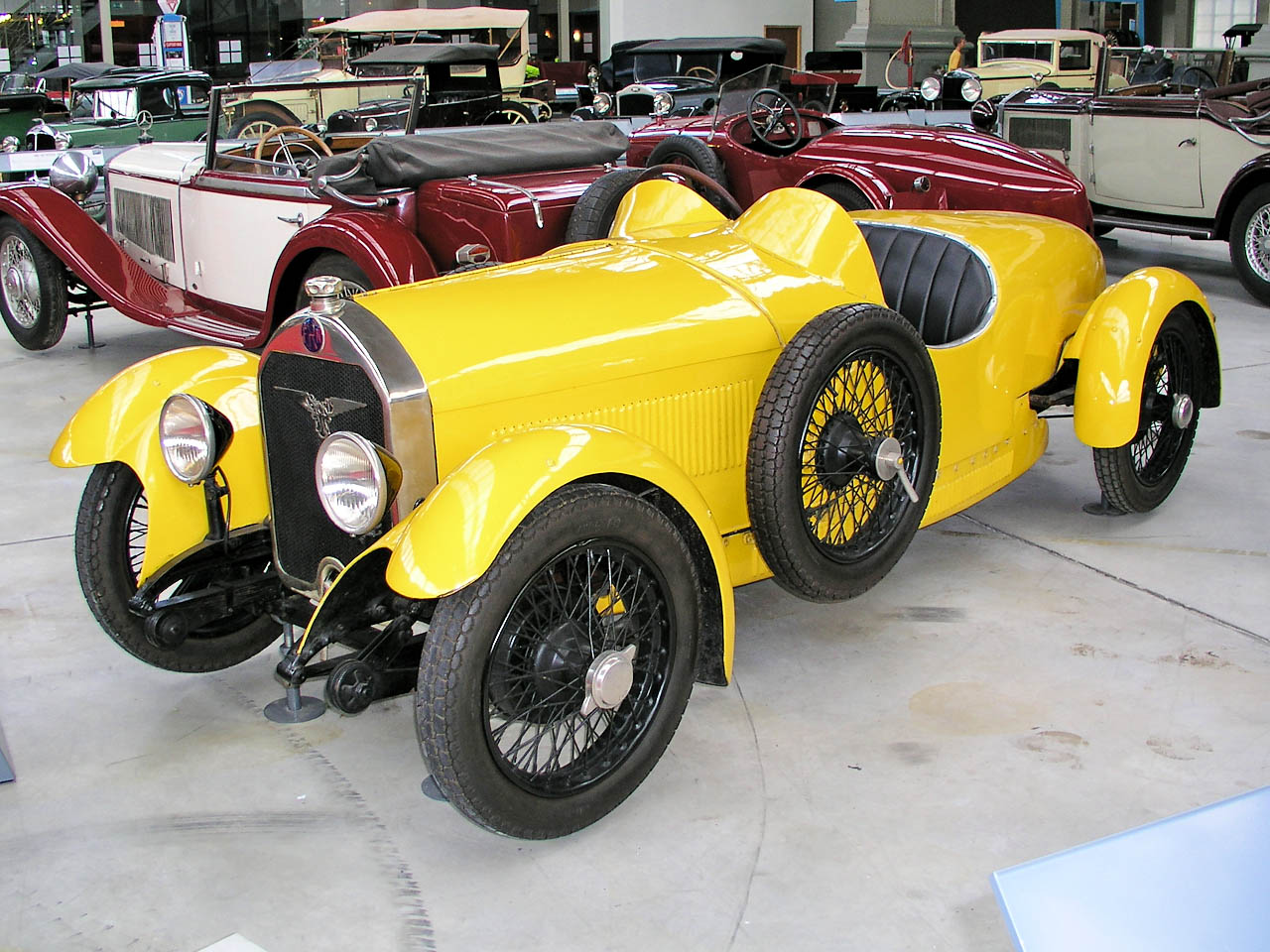
F.N. 1300S

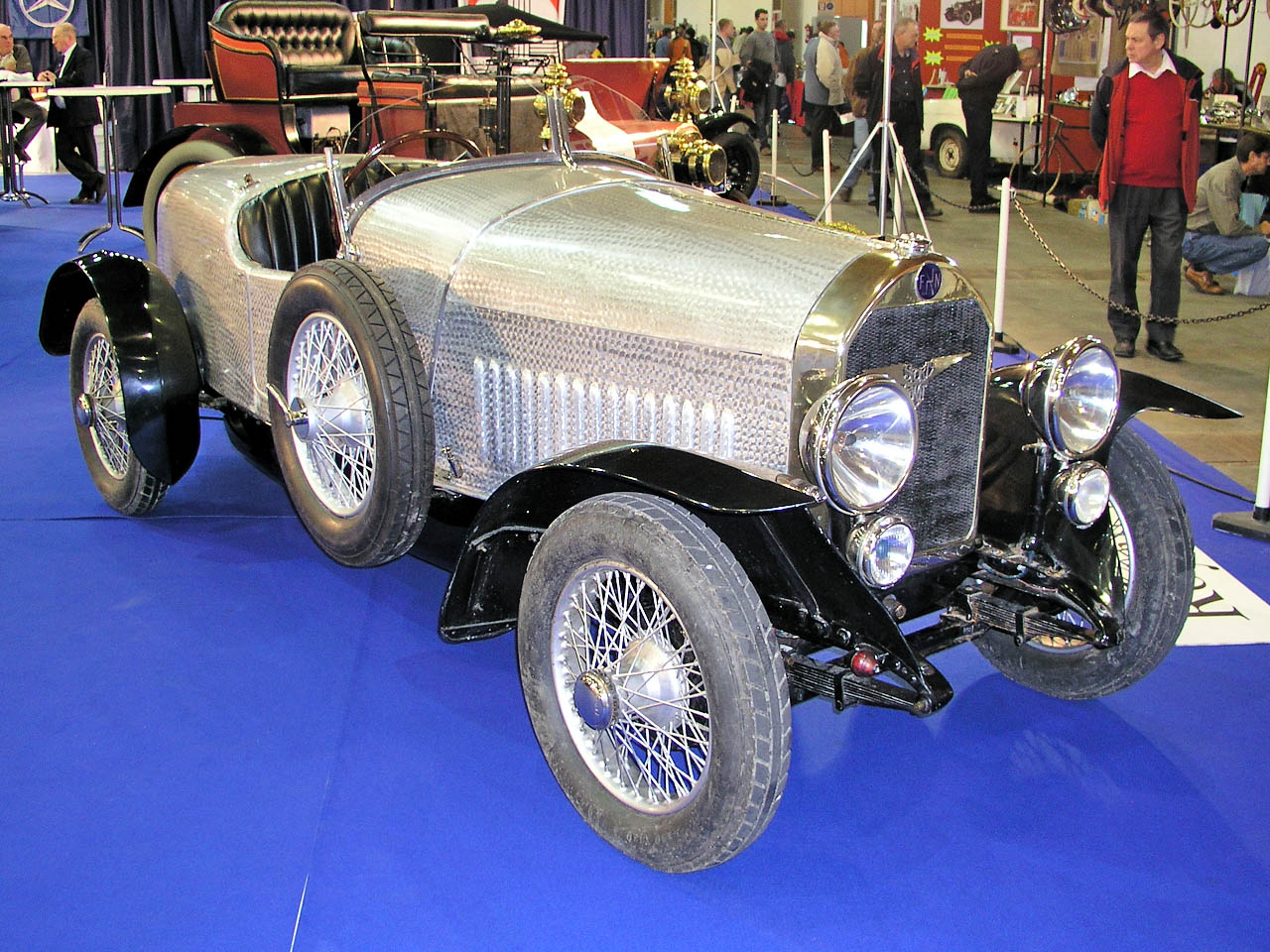
F.N. 1300S

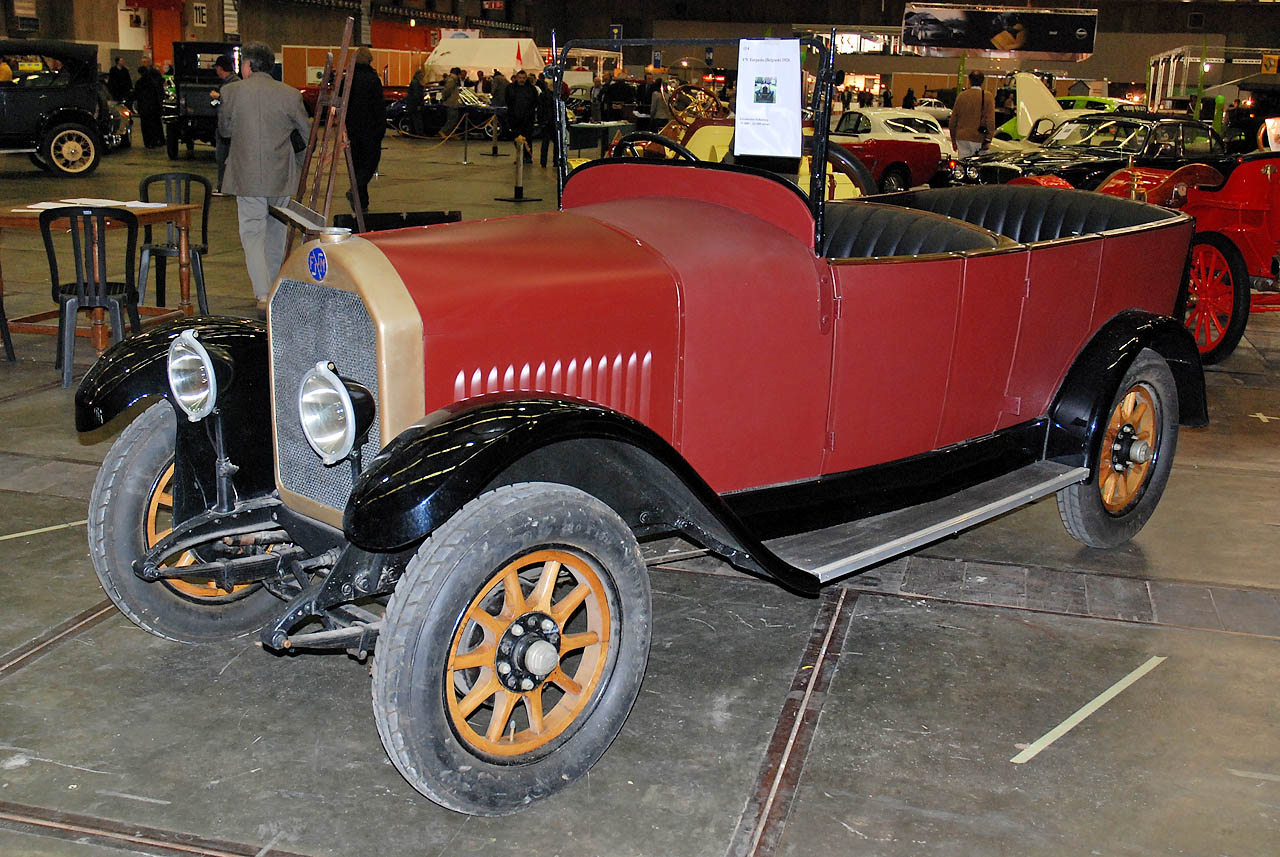
F.N. 1300 Torpedo

У 1925 році «ФН» виставила машини на ралі Монте-Карло, модель 1300S з 35-сильним мотором приходить до фінішу третьою, в тому ж році машини були виставлені на 12-годинні гонки SPA, де машина отримала перемогу у своєму класі, через рік успіх був знову за 1300.

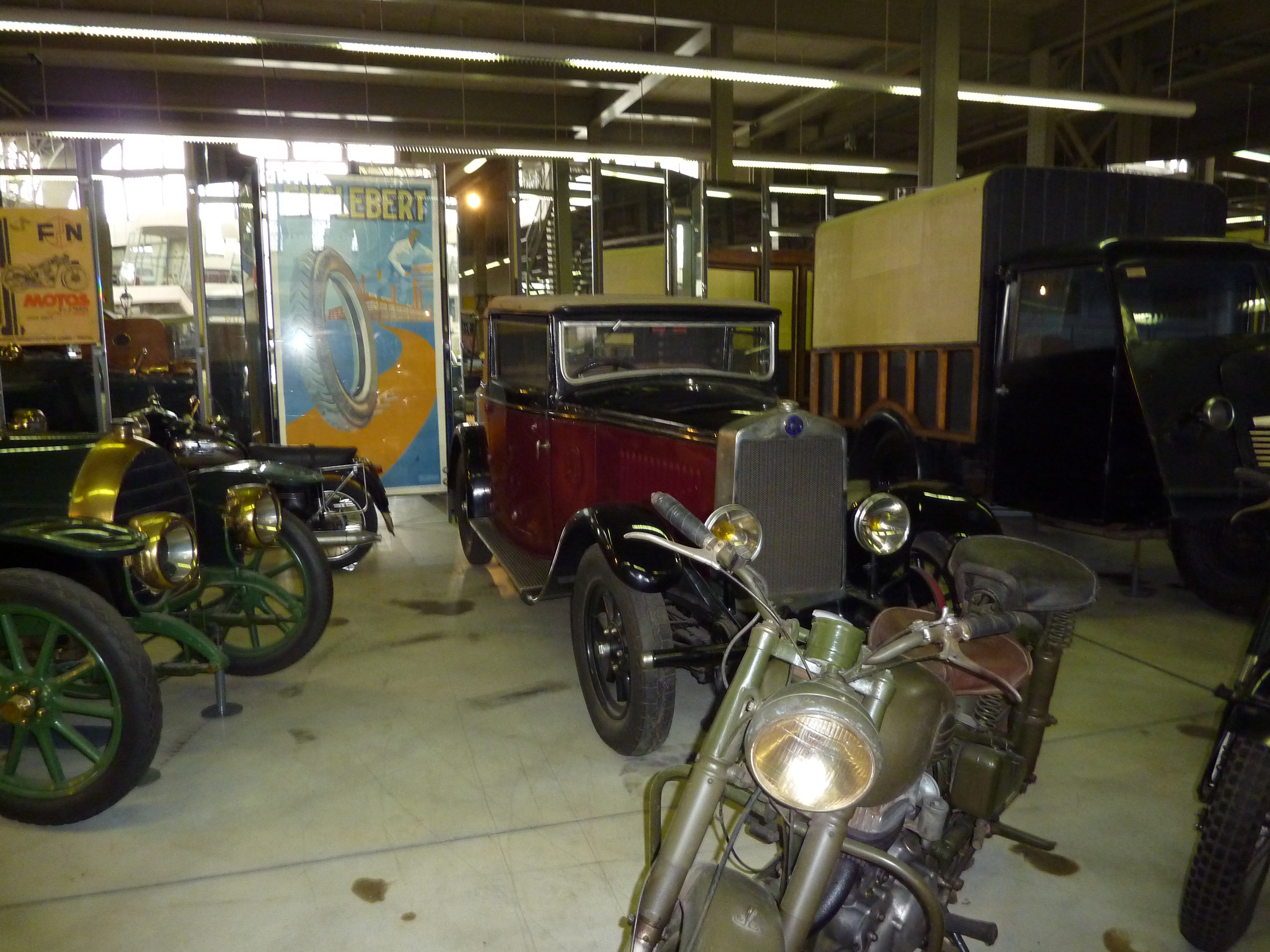
F.N. 1400 Tolee

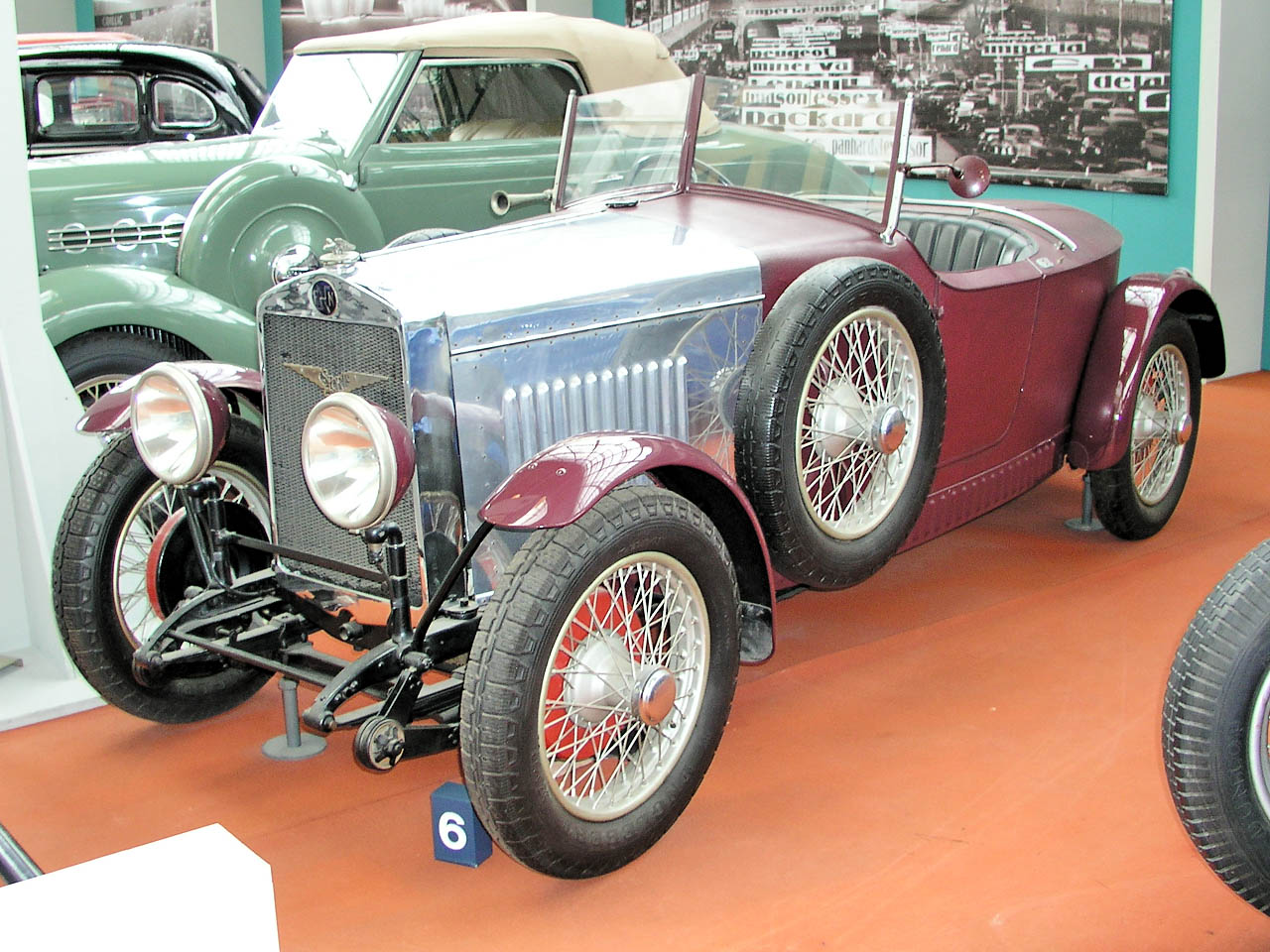
F.N. 1400 Sport

У жовтні 1927 року 1300 змінюється новою моделлю — 1400 10CV. У травні 1928 року 2 екіпажі на автомобілях «ФН 1400» вирушають у пробіг Африкою — з Алжиру до Кейптауна. Це був перший такий пробіг на монопривідній машині, а також перший пробіг Африкою бельгійського автомобіля взагалі, в ході пробігу побували й у Конго, яка тоді був колонією Бельгії. Під час пробігу одна машина була знищена в пожежі, коли горіли джунглі, команда подолала 28000 км за 103 дні.

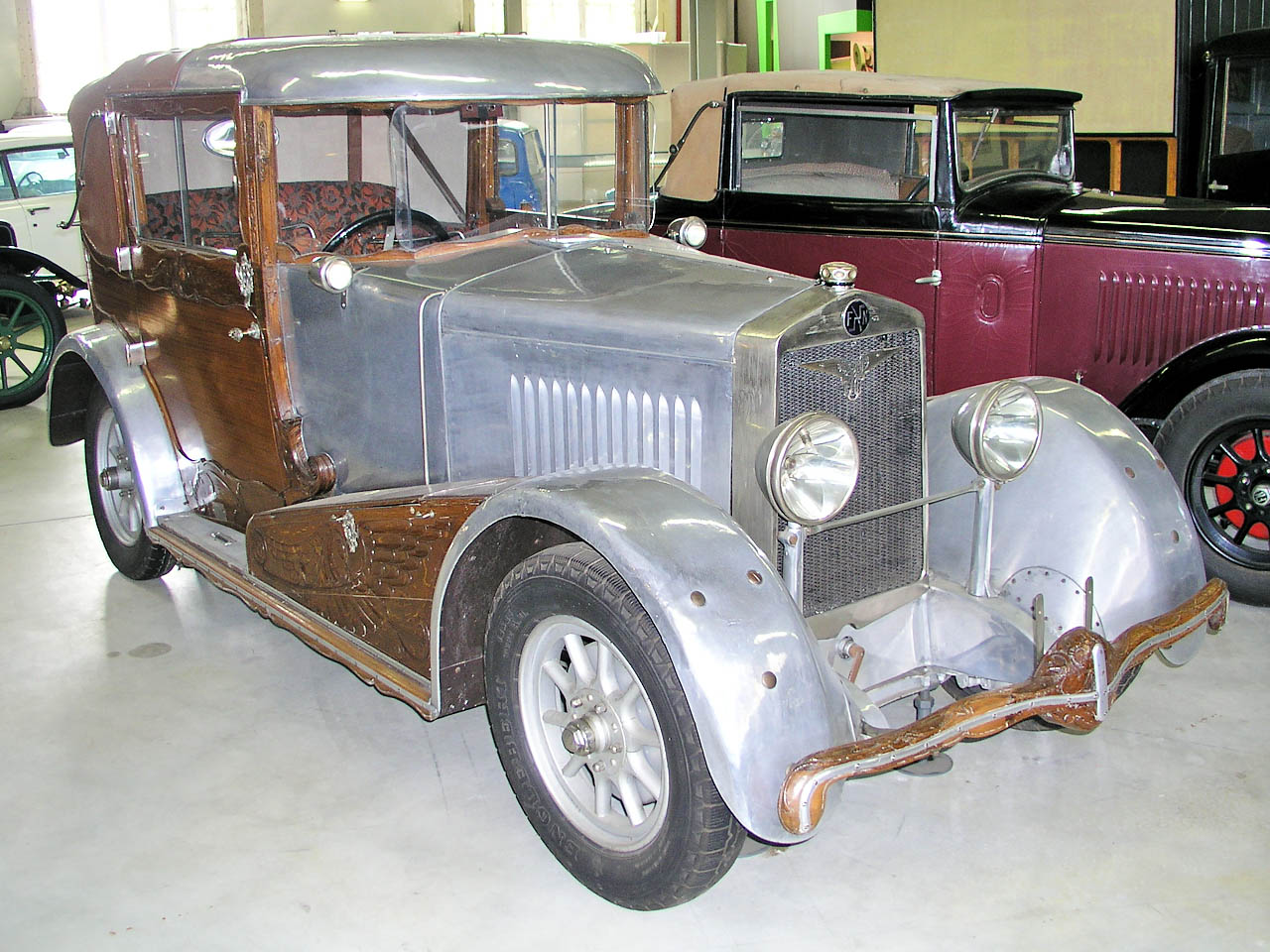
F.N. 1400 Shah de Perse

Цікавий момент, шах Ірану замовив собі FN 1400, правда, його кузов був оброблений алюмінієм та інкрустованим деревом.
У 1928 році фірма будує нові виробничі площі, крім того, мотоцикли фірми випускаються за ліцензією у Франції та Швеції. 1929 року починається збірка мототехніки і в Німеччині.

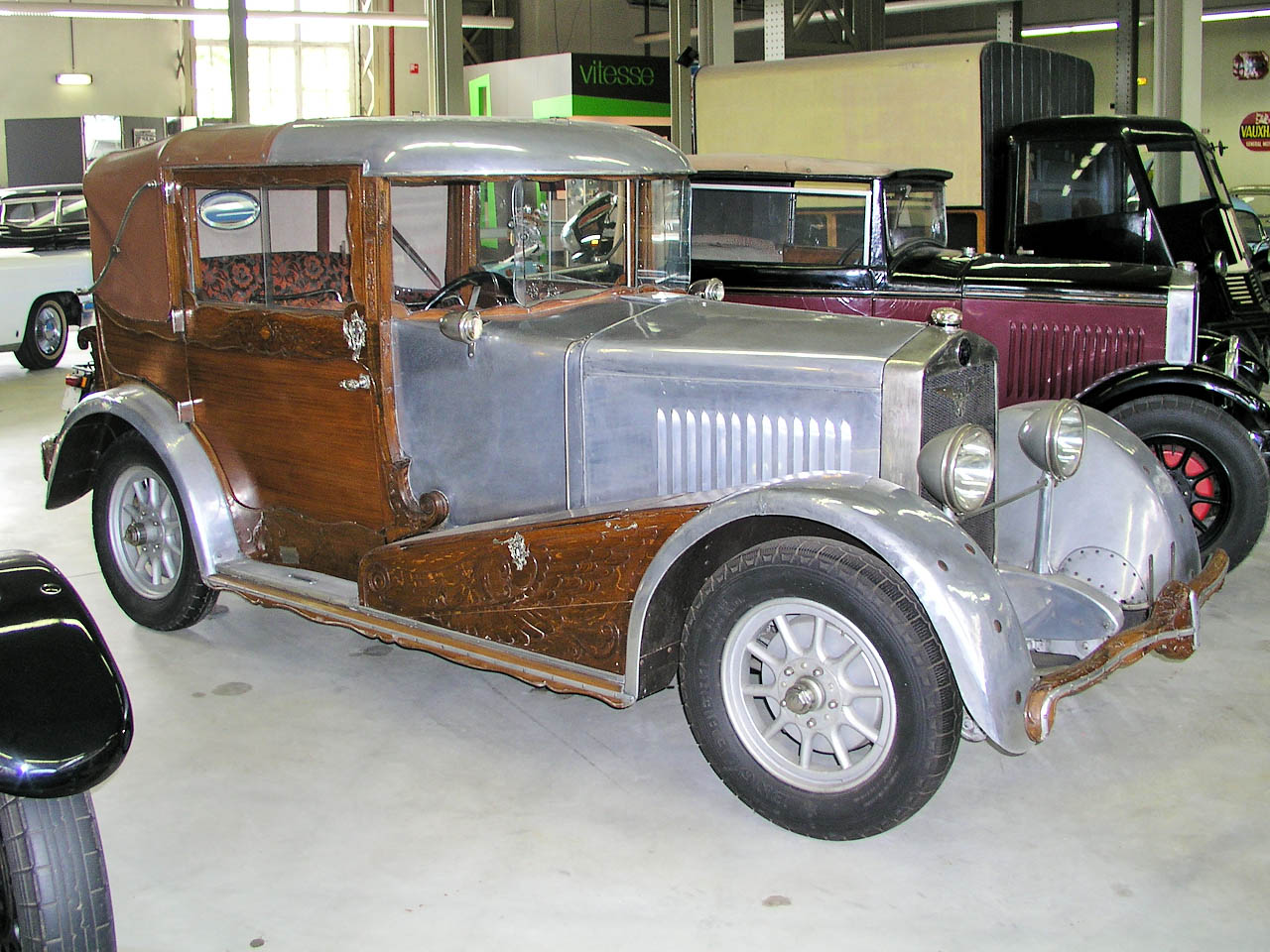
F.N. 1400 Shah de Perse

У 1930 році з'явилася шикарна 8-циліндрова модель 832 з 3.2 л мотором потужністю 70 сил, проте вона з'явилася в той момент, коли на ринку вибухнула криза, тим не менш, їх вдалося продати близько 370 штук. У рік дебюту ця машина завоювала перше місце в гонках Francorchamps, які проходили в Іспанії.

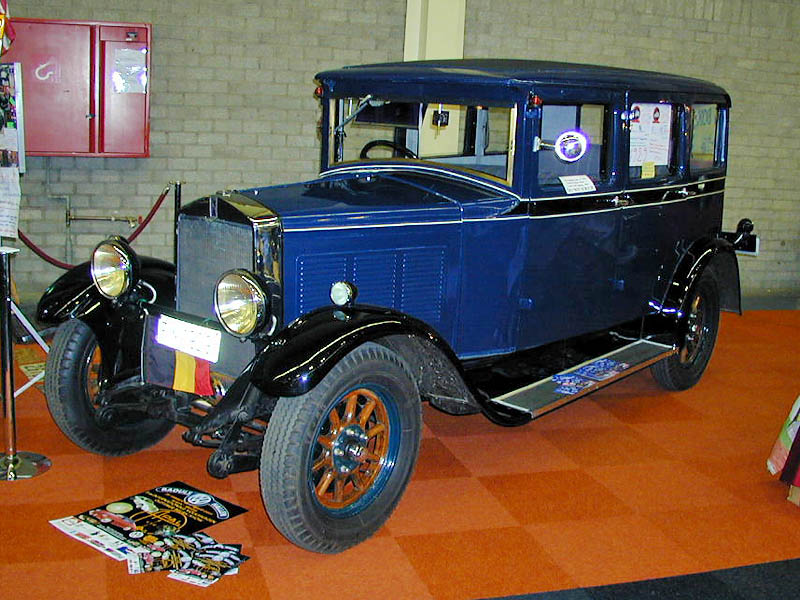
F.N. 832

Крім неї, з'явилася 1800-кубова спортивна модель 11CV.

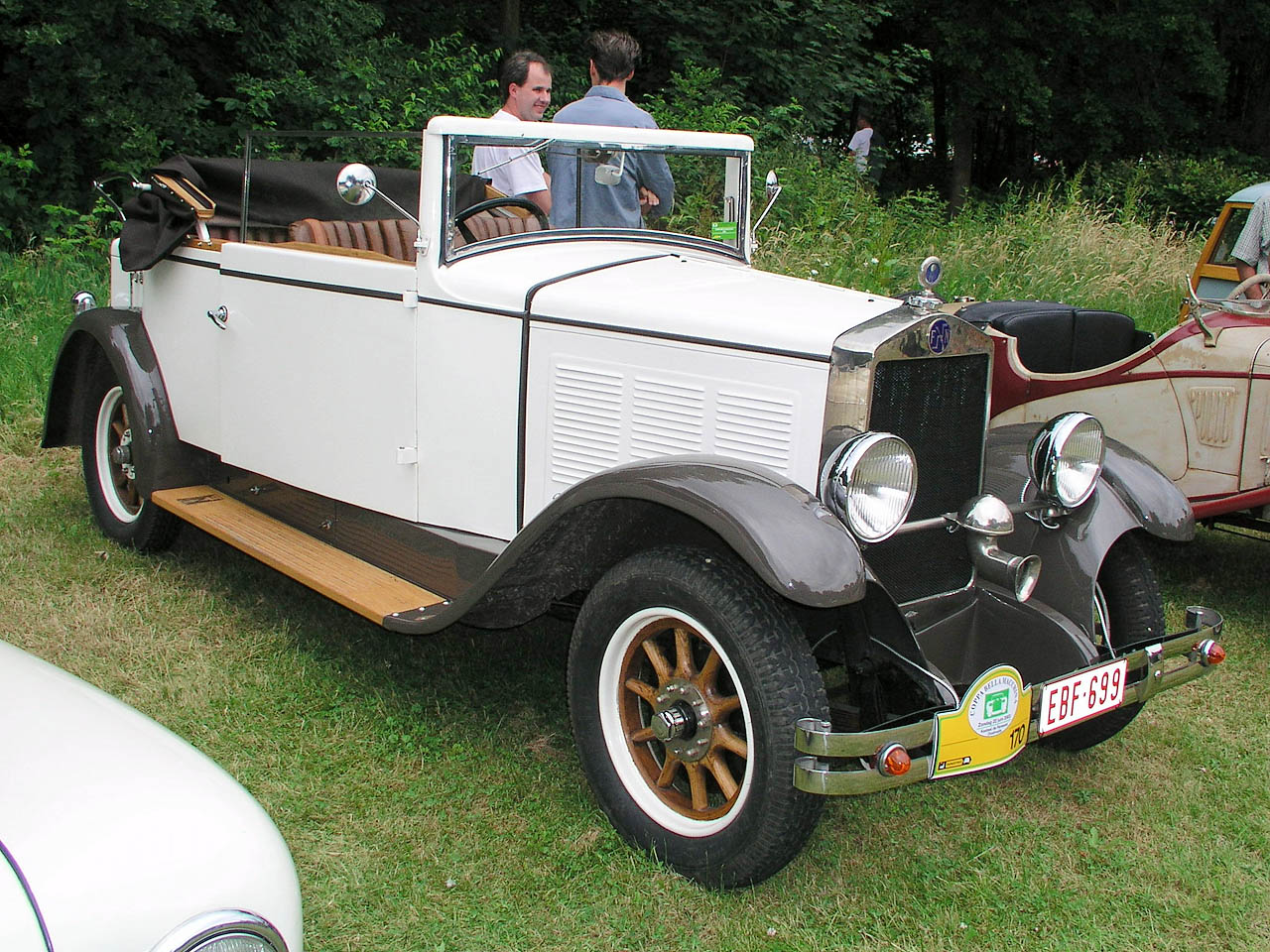
F.N. 1625 11CV

А через рік 1400 змінює 1625, яка стає досить вдалою моделлю фірми.

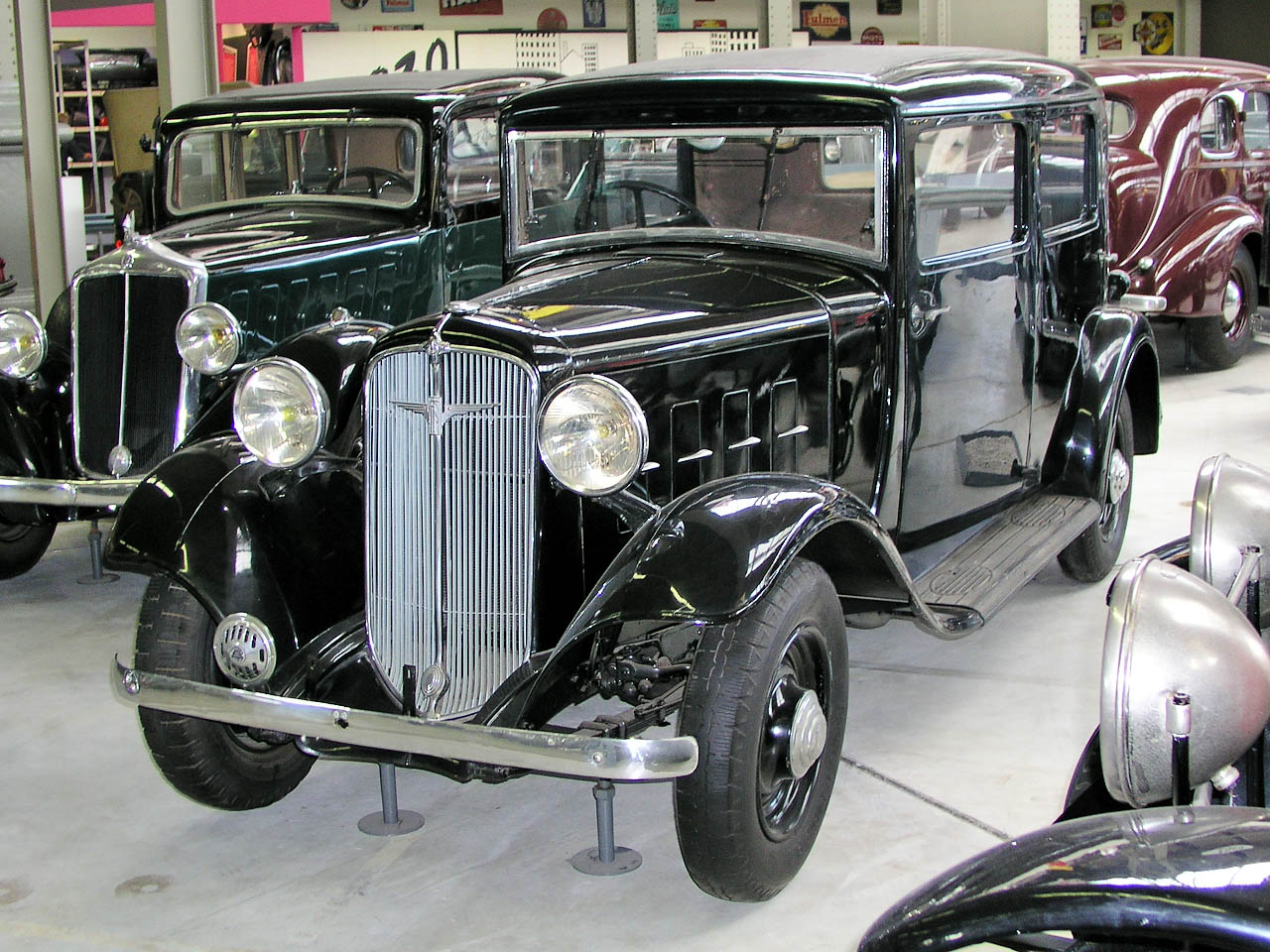
F.N. Type 42 Prince Baudouin

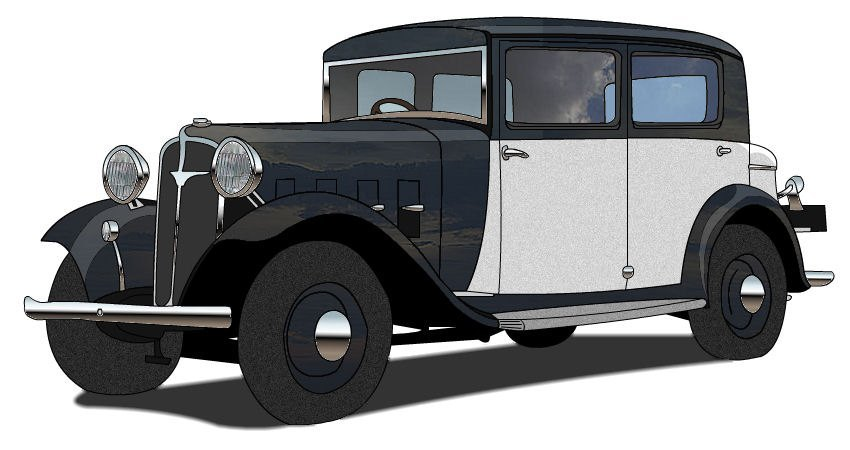
F.N. Type 42 Prince Baudouin

У 1933 році 1625 змінюється моделлю Type 42 Prince Baudouin, ця машина оснащується 2-літровим мотором і суцільнометалевим кузовом, вперше серед бельгійських виробників.
У грудні того ж року було показано і більший автомобіль, який міг оснащуватися мотором 2.3 л або за замовленням 3.8 л, це був більш обтічний Prince Albert.

## Припинення виробництва автомобілів
У 1935 році фірма вела переговори про надання своїх виробничих площ для американських фірм, які планували складання автомобілів у Бельгії, у зв'язку з високими митами на готові автомобілі, але угода зірвалася, а виробництво власних легкових автомобілів було зупинено. Фірма, що сильно втратилась на будівництво та оновлення програми до кризи, не могла самостійно оговтатися від наслідків, одним з варіантів стало виробництво тролейбусів. 1937 року на території заводу йшла збірка автомобілів марки «Пежо» — моделей 202, 302 і 402. Також почався випуск вантажних автомобілів за ліцензією «Сітроен». Фірма дихала на ладан, але, що не дивно, не згинути їй допоміг Гітлер.

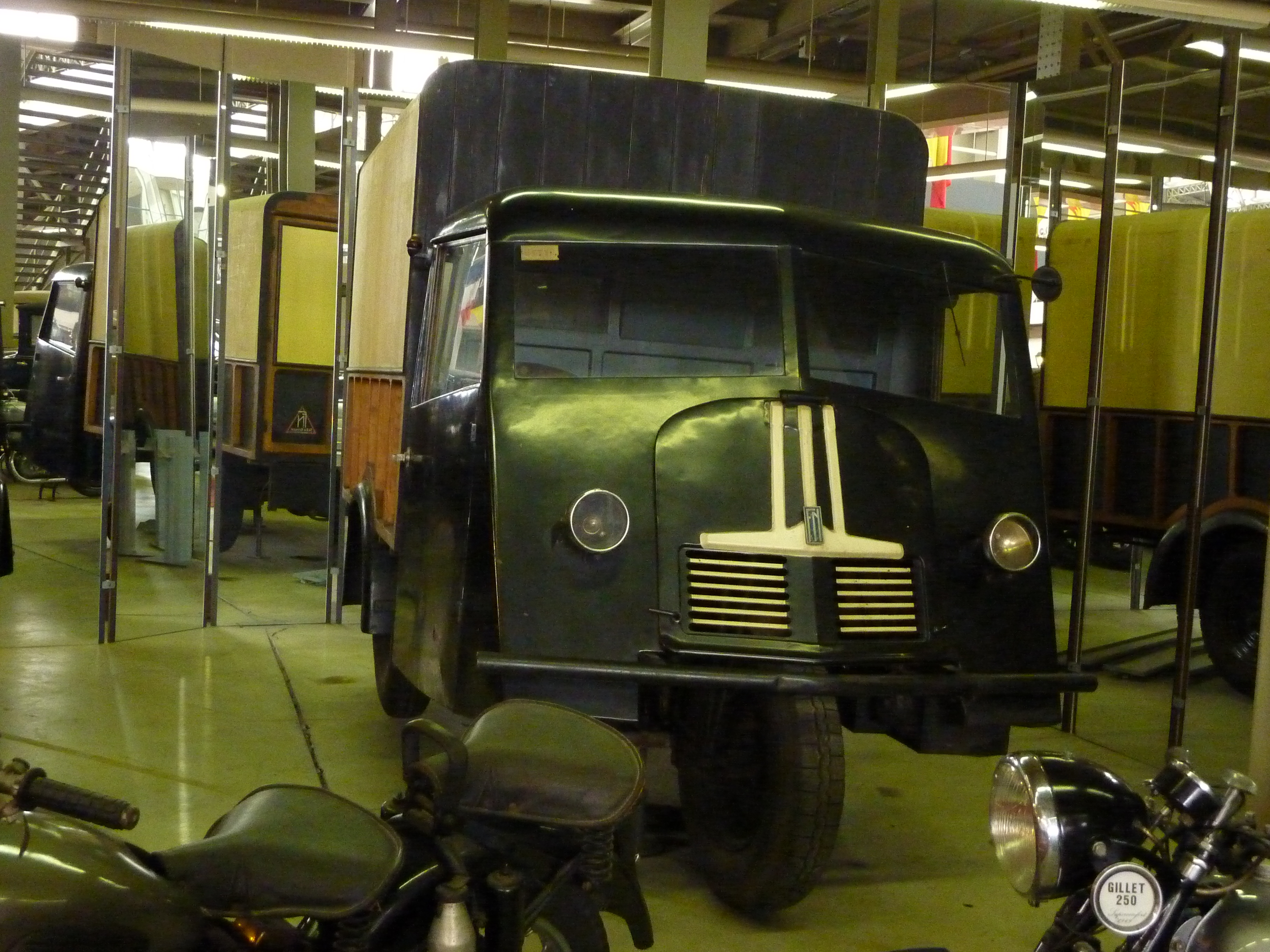
F.N. 12a S.M.

У 1939 році країну окупувала Німеччина, і фірма наростила виробництво вантажних автомобілів і мотоциклів для потреб німецької армії.
У 1945 році завод сильно постраждав під час бомбардування американською авіацією. Виробництво тролейбусів, вантажних автомобілів і мотоциклів відновилося в 1947 році, але від виробництва тролейбусів відмовилися вже в 1955 році, в 1962 році припинили випуск мотоциклів, а в 1966 році припинили випускати і вантажівки, які, до речі, випускалися до цього спільно з фірмами Brossel і Miesse.
Компанія сконцентрувалася на тому, з чого і починала 77 років тому, тобто на зброї (правда, крім зброї, вона випускає й авіаційні двигуни). Фірма існує і нині, проте до автомобілів вже не має жодного відношення.

## Список автомобілів F.N
- 1899 — F.N. Typ A
- 1905 — F.N. 6900
  - F.N. 2000
- 1908 — F.N. 1400
  - F.N. 1500
  - F.N. 1560
- 1909 — F.N. 1950
  - F.N. 2700
- 1911 — F.N. 2400
- 1913 — F.N. 1250
- 1920 — F.N. 2150
  - F.N. 3800
- 1922 — F.N. 2200
- 1923 — F.N. 1300
- 1927 — F.N. 1400
- 1930 — F.N. 832
  - F.N. 1800
- 1931 — F.N. 1625
- 1933 — F.N. Type 42 Prince Baudouin
  - F.N. Type 42 Prince Albert